# Ryszard Klimaszewski

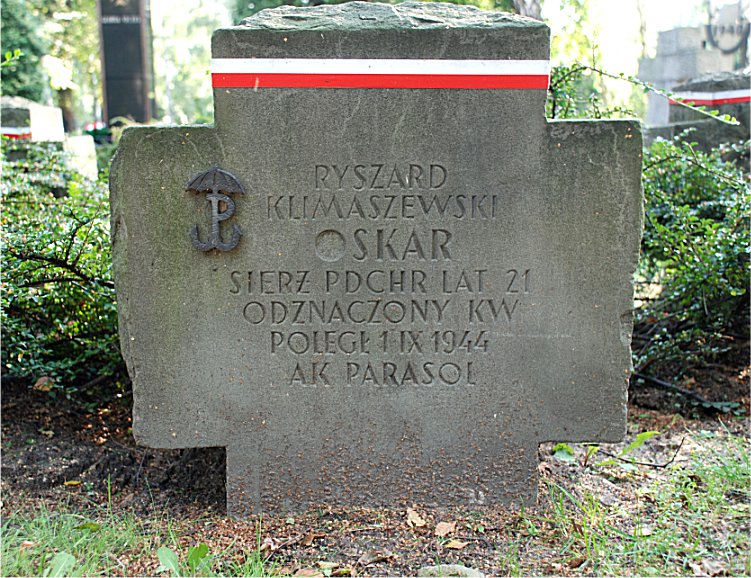
Grób na Powązkach Wojskowych

Ryszard Klimaszewski ps. Oskar (ur. 23 stycznia 1923 w Warszawie, zm. 1 września 1944 tamże) – sierżant podchorąży, powstaniec warszawski, żołnierz I plutonu 1. kompanii batalionu „Parasol” Armii Krajowej. Syn Władysława.
Poległ 1 września 1944 w walkach powstańczych na Starym Mieście. Miał 21 lat. Został pochowany w kwaterach żołnierzy i sanitariuszek batalionu „Parasol” na Wojskowych Powązkach w Warszawie (kwatera A24-9-16).
Został odznaczony Krzyżem Walecznych.